# 勞倫斯縣 (南卡羅萊納州)
勞倫斯縣（英語：Laurens County）是美國南卡羅萊納州西北部的一個縣。面積1,875平方公里。根据美國2000年人口普查，共有人口69,567人 （2005年人口70,293人）。縣治勞倫斯（Laurens）。
成立於1785年3月12日。縣名紀念大陸會議主席亨利·勞倫斯 （Henry Laurens）。